# Ontario, Kalifornija
Ontario je grad u američkoj saveznoj državi Kaliforniji, u okrugu San Bernardino. Prema službenoj procjeni iz 2009. godine ima 173.188 stanovnika. Nalazi se u urbanom području poznatom kao Inland Empire, oko 33 km zapadno od sjedišta okruga, San Bernardina te 55 km istočno od Los Angelesa.
Osnovan 1882., Ontario status grada stječe već 1891. godine. Osnovali su ga kanadski doseljenici, braća George i William Chaffey te Charles Frankish i nazvali prema rodnoj kanadskoj pokrajini Ontariju. Tipično za ovo područje, stanovnici su većinom uzgajali citrus.
Radno sposobno stanovništvo danas većinom gravitira Los Angelesu i susjednim većim gradovima. Kao i susjedni gradovi Fontana i Rancho Cucamonga, Ontario je važan centar transportne industrije južne Kalifornije. Jedan od najvećih poslodavaca je tvrtka Mag Instrument, Inc. koja proizvodi baterijske svjetiljke Maglite i koju je 1955. osnovao hrvatsko-američki izumitelj i poduzetnik Ante Maglica.

## Vanjske poveznice
- Službena stranica  Arhivirana inačica izvorne stranice od 9. veljače 2010. (Wayback Machine) (engl.)

### Ostali projekti
|  | Zajednički poslužitelj ima još gradiva o temi Ontario, Kalifornija |